# Washford Pyne
Washford Pyne – wieś i civil parish w Anglii, w Devon, w dystrykcie Mid Devon. W 2001 civil parish liczyła 108 mieszkańców. Washford Pyne jest wspomniana w Domesday Book (1086) jako Waford/Wafort.